# Kriminalnyj kvartet
Kriminalnyj kvartet (russisk: Криминальный квартет) er en sovjetisk spillefilm fra 1989 af Aleksandr Aleksandrovitj Muratov.

## Medvirkende
- Nikolaj Karatjentsov som Marat
- Vladimir Steklov som Semjon Portnoj
- Boris Sjjerbakov som Pjotr Sarajev
- Vladimir Jerjomin som Nikolaj Larin
- Semjon Farada som Levkoev